# Coeliccia rossi
Coeliccia rossi là loài chuồn chuồn trong họ Platycnemididae. Loài này được Asahina mô tả khoa học đầu tiên năm 1985.